# Staropole (województwo lubuskie)
Staropole (niem. Starpel) – wieś w Polsce położona w województwie lubuskim, w powiecie świebodzińskim, w gminie Lubrza. Przez wieś przepływa Kanał Staropole.
W latach 1975–1998 miejscowość położona była w województwie zielonogórskim.

## Historia

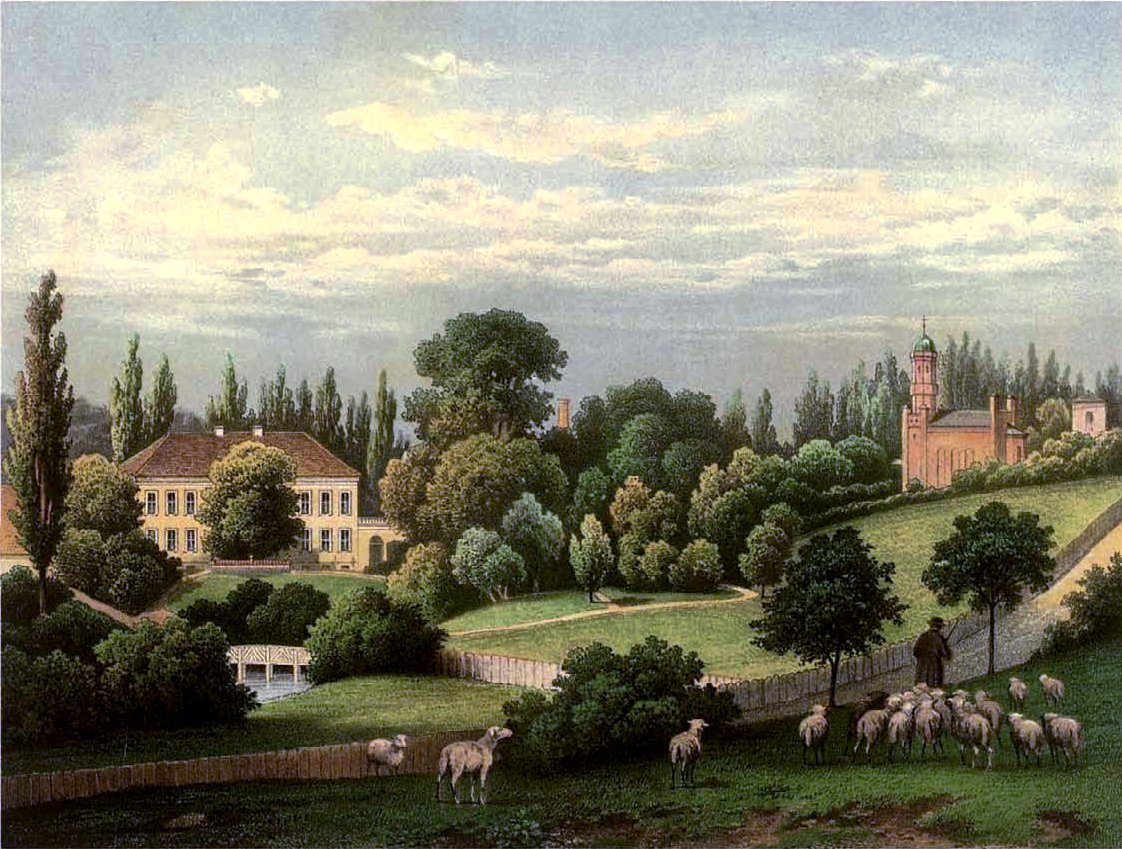
Pałac i kościół w Staropolu, zniszczone w 1945 roku

Pierwsze wzmianki pochodzą z 1237 roku. Od 1304 roku wieś należała do cystersów z Paradyża. Nazwa miejscowości w staropolskiej formie Starepol wymieniona jest w łacińskim dokumencie z 27 października 1311 roku.
Do czasu zniszczenia podczas drugiej wojny światowej we wsi znajdował się zespół pałacowy, po którym dziś pozostały ruiny i zaniedbany park dworski o powierzchni około 4,6 ha.

## Zabytki
Do wojewódzkiego rejestru zabytków wpisane są:
- cmentarz z XIX wieku/XX wieku; przedwojenny, niemiecki - ewangelicki, na którym znajduje się kilka nagrobków z przełomu XVIII i XIX wieku, znajduje się w lesie nieopodal wsi
- obiekty Międzyrzeckiego Rejonu Umocnionego, z lat 1934-45 dec. → Międzyrzecz, Centralny Odcinek MRU: 
  - schrony bojowe: 
    - Pz.W. NORD
    - Pz.W. nr: 701; 702; 703; 706; 712; 713; 714; 715; 766; 780a, b; 782; 783

  - wieże pancerne: Pz.T. nr 2; 3
  - wylot podziemnego kanału odwadniającego, nr 2594
  - urządzenia spiętrzające, nr: 712; 714

|  |

## Sport
W Staropolu działa klub piłkarski Radość Staropole, w sezonie 2017/2018 występuje w C klasie, grupa Świebodzin.